# Bulwar Czarnej Przemszy (Sosnowiec)

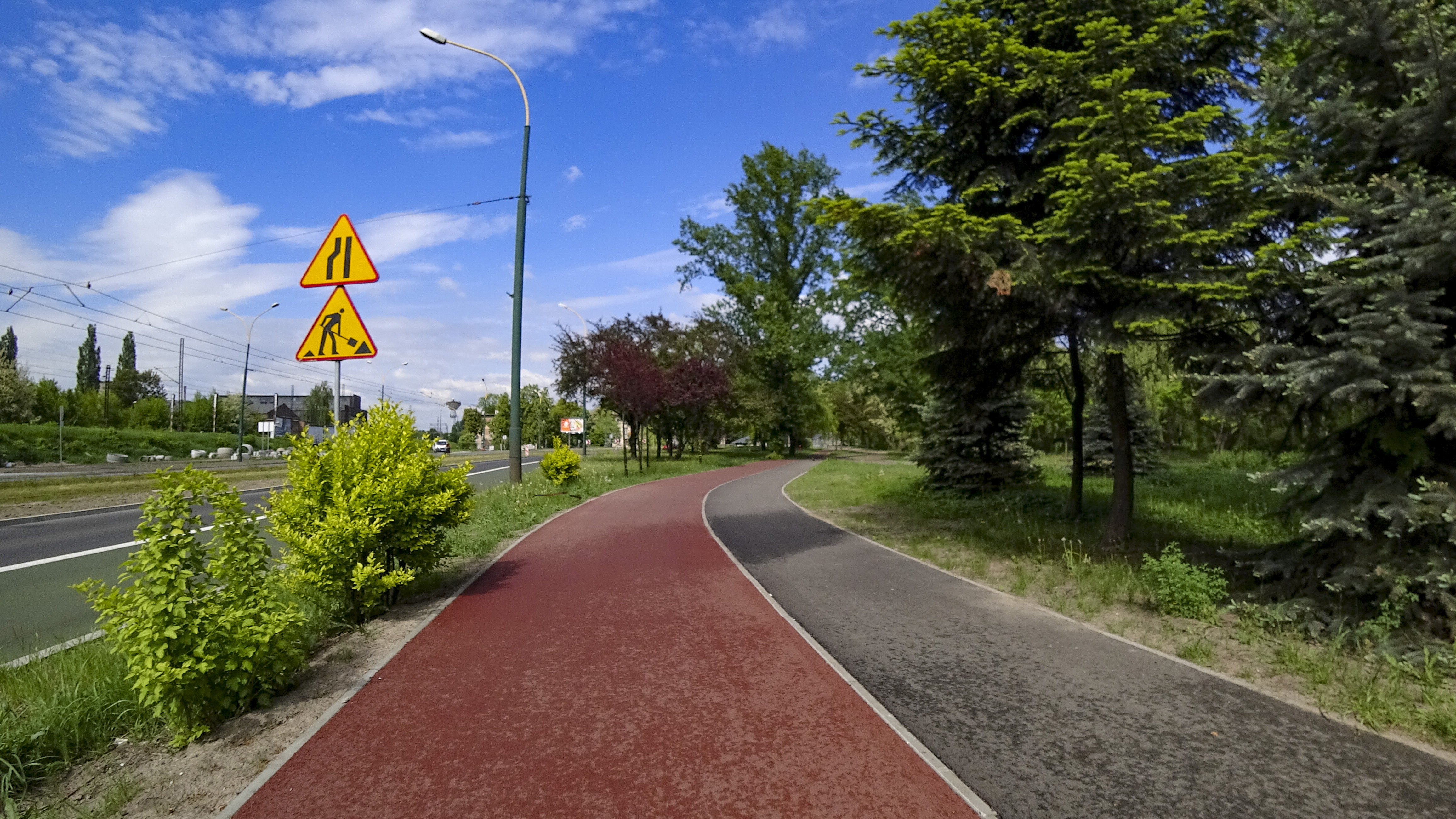
Droga rowerowa i ścieżka spacerowa Bulwaru w Parku Sieleckim

Bulwar Czarnej Przemszy – bulwar znajdujący się na terenie Sosnowca nad brzegiem Czarnej Przemszy. Bulwar początek ma w graniczącym z Będzinem Zespole Parkowo-Pałacowym Schöna a kończyć ma się docelowo na Trójkącie Trzech Cesarzy. Jest to jednocześnie fragmentem międzynarodowego Szlaku Św. Jakuba, oznaczonego żółtymi muszlami, które prowadzą przez całą Europę do hiszpańskiego sanktuarium w Santiago de Compostela. 
Na koniec kwietnia 2018 przegłosowane i przeznaczone do wykonania odcinki kończą się za Parkiem Harceskim po obu stronach rzeki, u zbiegu ze Szlakiem Dawnego Pogranicza.

## Plany i budowa
Pierwotny zarys powstał w trakcie regulacji rzeki w latach 1957–1964. Rozciąga się na długości prawie 6 km prowadząc brzegami rzeki (naprzemiennie). Po regulacji rzeki bulwar pełnił głównie funkcje spacerowo-rekreacyjne. Dawna infrastruktura z czasów PRL uległa degradacji. Z programem rewitalizacji tych terenów wychodziły liczne inicjatywy obywatelskie i stowarzyszenia: Moje Miasto, PTTK, FdZD. Bulwar ostatecznie został wpisany do Lokalnego Programu Rewitalizacji Miasta na lata 2010 - 2020.
W 2010 roku inicjatywą stowarzyszenia Forum Dla Zagłębia Dąbrowskiego został zaproponowany, a w 2016 roku został wprowadzony program rewitalizacji w ramach którego powstaje wydzielona droga rowerowa z czerwonego asfaltu, ścieżka spacerowa o parametrach spełniających wymagania rolek i urządzeń transportu osobistego oraz infrastruktura wypoczynkowa. Rewitalizacja następuje etapami i wykonywana jest w ramach Budżetu Obywatelskiego. W zarysie autorów Bulwar Czarnej Przemszy ma stanowić projekt obejmujący Sosnowiec, Będzin i Dąbrowę Górniczą i docelowo ma umożliwić bezpieczne i wygodne poruszanie się wzdłuż całej rzeki: od Trójkąta Trzech Cesarzy do zalewów Pogoria w Dąbrowie Górniczej.
Pierwszy etap wystawiony do głosowania był w 2016 roku i uzyskał największą liczbę głosów mieszkańców. Realizacja tego projektu rozpoczęła się w 3 kwartale 2017 roku a zakończenie prac było planowane na wiosnę 2018 roku. Kolejne 2 etapy uczestniczyły w głosowaniu w 2017 roku, z czego do realizacji przeszedł jeden – stanowiący łącznik Bulwaru Czarnej Przemszy z Bulwarem Brynicy i Szlakiem Dawnego Pogranicza. W kolejnych latach, lider projektu – Dariusz Jurek, planuje zgłaszać kolejne odcinki aż do uzyskania efektu finalnego.
Modernizacja bulwaru przewiduje także wymianę oświetlenia na energooszczędne oświetlenie ledowe dynamicznie reagujące mocą światła z detekcją ruchu oraz ustawienie punktów rekreacyjnych wyposażonych w stoliki, ławki i stojaki rowerowe. Mają pojawić się także specjalne zadaszone ławki z przewijakami dla dzieci. W kwietniu 2018 roku pierwszy odcinek na trasie od granicy Parku Sieleckiego z ul. 3-go Maja do ul. 1-go Maja na całej długości zyskał nową nawierzchnię, zarówno na drodze dla rowerów, jak i na pasie przeznaczonym dla pozostałych użytkowników. Odcinek od ul. 1-go Maja do ul. Przyjaciół Żołnierza został przeniesiony w inwestycjach na trzecią połowę 2018 roku. W 2019 roku podpisano umowę na budowę tego odcinka i uzgodniono ostateczny kształt. Ostatecznie budowa tego odcinka rozpoczęła się w sierpniu 2020 roku. 
W 2020 roku developer PBO Śląsk w ramach inicjatywy budowy osiedla Sielec Renarda przy ul. Skautów w Sosnowcu, zadeklarował budowę kolejnego odcinka Bulwaru w ramach inwestycji a Prezydent Andrzej Chęciński zapowiedział kontynuację dalszą rozbudowę Bulwaru.

Mapa przebiegu Bulwaru

## Przebieg
Pierwotny przebieg Bulwaru nie miał charakteru ciągłego i zagospodarowanie przestrzeni nie było jednolite. Projekt rewitalizacyjny zaproponowany i forsowany przez Dariusza Jurka zakłada jednolity przebieg na terenie miasta Sosnowca, a docelowo dąży do połączenia miast Zagłębia i połączenie z Wiślaną Trasą Rowerową w Jaworznie i gminie Chełmek.
- Trójkąt Trzech Cesarzy – Modrzejów (most)
- Modrzejów (most) – Radocha (Ostrogórska)
- Radocha (Ostrogórska) – Pałac Oskara Schöna – częściowo gotowy[25][26]
- Pałac Oskara Schöna – ul. Parkowa – gotowy[25]
- ul. Parkowa – ul. 3-go Maja (Park Sielecki) – gotowy[25]
- ul. 3-go Maja (Park Sielecki) – ul. Fabryczna
- ul. Fabryczna – Będzin
- Będzin – Dąbrowa Górnicza[29][30]

## Atrakcje

Pałac Oskara Schona przy Bulwarach

### Zabytki
Wzdłuż bulwaru zlokalizowanych jest większość ważnych zabytków Sosnowca
- Pałac Wilhelma;
- Pałac Schöna mieszczący Muzeum Miejskie;
- Kościół Niepokalanego Poczęcia Najświętszej Maryi Panny wraz z zabudowaniami dawnego Browaru Sielec;
- Zamek Sielecki mieszczący Centrum Kultury;[32]
- Wieża ogrodzenia parku zamkowego w Parku Sieleckim;
- Pałac Oskara Schöna;[32]
- Cmentarz żydowski w dzielnicy Modrzejów;
- Pałac Dietla (w bliskim sąsiedztwie);
- Kościół Ewangelicki (w bliskim sąsiedztwie).

### Pomniki
- Pomnik Tadeusza Kościuszki (Plac Kościuszki)
- Pomnik „Wolność, Praca, Godność” (Park Sielecki)
- Pomnik młodego Jana Kiepury (Park Sielecki)
- Pomnik Aleksego Bienia (Park Sielecki)

### Inne obiekty historyczne
- Osiedle robotnicze przy ul. Chemicznej`

## Parki i obszary zielone

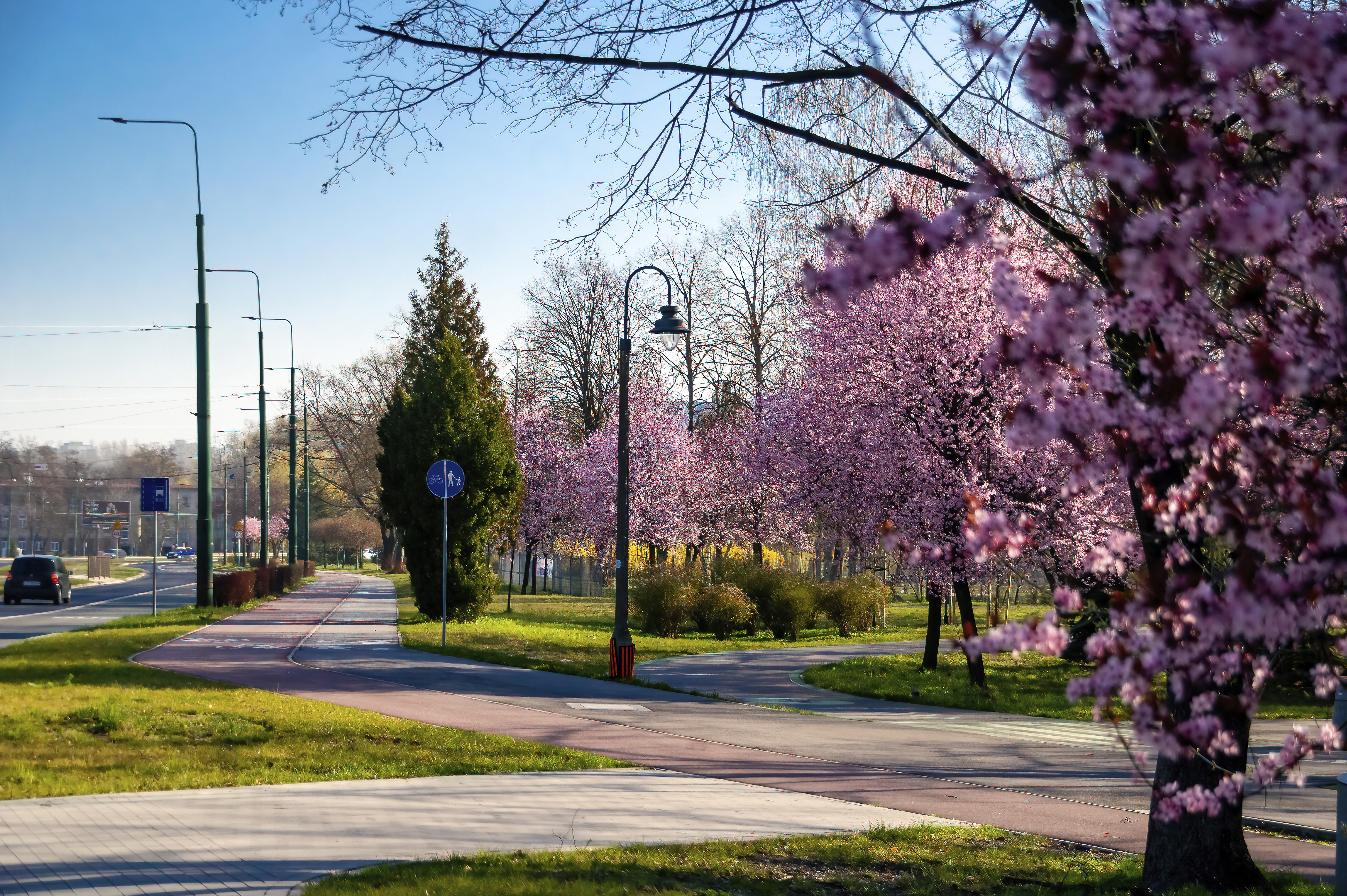
Park Sielecki nad Czarną Przemszą

Domeną bulwaru jest łączenie wielu obszarów zielonych miasta, w większości cieszących się popularnością, zrewitalizowanych, w tym dwóch parków zabytkowych.
- Zespół Parkowo-Pałacowy Schöna
- Skwer przy ul. Rybnej i ul. Racławickiej[33]
- Park Sielecki
- Skwer przy ul. Mościckiego
- Park Schöena nad Czarną Przemszą
- Park Harcerski
- Park Dietla (w bliskim sąsiedztwie)[32]